# ER=EPR
ER=EPR ist eine Vermutung aus dem Gebiet der Grundlagenphysik. Sie besagt, dass zwei miteinander verschränkte Elementarteilchen (ein 'Einstein-Podolsky-Rosen-Paar' oder EPR-Paar) miteinander verbunden sind durch ein Wurmloch (oder eine „Einstein-Rosen-Brücke“).
Mit dieser Vermutung wird eine Vereinigung der Allgemeinen Relativitätstheorie mit der Quantenmechanik zu einer Theorie der Quantengravitation angestrebt.

## Überblick
Die Vermutung veröffentlichten Leonard Susskind und Juan Maldacena im Jahre 2013.
Sie schlugen vor, dass ein nicht durchquerbares Wurmloch (Einstein-Rosen-Brücke oder ER-Brücke) einem Paar maximal verschränkter Schwarzer Löcher entspricht. EPR bezieht sich dabei auf die Quantenverschränkung (EPR-Paradoxon).
Das Symbol ER=EPR leitet sich aus den Anfangsbuchstaben der Nachnamen der Autoren ab, die die zweite Arbeit über Wurmlöcher (Albert Einstein und Nathan Rosen) – nach Ludwig Flamms Veröffentlichung von 1916 – und die erste Arbeit über Quantenverschränkung (Einstein, Boris Podolsky und Rosen) veröffentlichten. Beide Arbeiten erschienen 1935. Damals gingen die Autoren nicht von einer Verbindung (dem „=“) zwischen beiden Konzepten aus.
Als vorläufiges, wenn auch indirektes Indiz für ER=EPR gilt, dass ein bestimmtes verschränktes Paar mit der AdS/CFT-Dualität als ER-Brücke mathematisch herleitbar ist.
Die grundsätzliche Frage, ob Information eine Erhaltungsgröße wie Energie ist, untersucht man anhand von Grenzfällen und Extrembeispielen. ER=EPR gilt dabei als eine Lösung der Feuerwall-Hypothese von Joseph Polchinski. Diese wiederum dient der Enträtselung des Informationsparadoxons Schwarzer Löcher.
Die ER=EPR-Vermutung erweitert Ergebnisse einer Veröffentlichung von Mark Van Raamsdonk, die er im preisgekrönten Fachartikel „Aufbau der Raumzeit durch Quantenverschränkung“ beschrieb.
Die Autoren stützen ihre Vermutung, indem sie zeigten, dass die paarweise Bildung elektrisch geladener Schwarzer Löcher in einem Hintergrund-Magnetfeld zu verschränkten Schwarzen Löchern führt, aber auch, nach einer Wick-Rotation, zu einem Wurmloch.

„Susskind und Maldacena stellten sich vor, alle [einem Schwarzen Loch entweichenden] Hawking-Teilchen einzusammeln und zusammenzudrücken, bis sie zu einem Schwarzen Loch kollabieren. Dieses wäre mit dem ursprünglichen Schwarzen Loch verschränkt und somit über ein Wurmloch verbunden. Dieser Trick verwandelte ein verwirrendes Durcheinander von Hawking-Teilchen, die paradoxerweise mit einem Schwarzen Loch als auch miteinander verschränkt waren, in zwei durch ein Wurmloch verbundene Schwarze Löcher. Eine Überlastung der Verschränkung ist abgewendet und das Firewall-Problem ist vom Tisch.“

Die ER=EPR-Vermutung steht in keinem Bezug mit der Linearität der Quantenmechanik. Ein verschränkter Zustand ist eine lineare Überlagerung voneinander getrennter Zustände.
Die Autoren gingen mit der ER=EPR-Vermutung noch weiter: Jedes verschränkte Teilchenpaar – auch jene ohne einen Bezug mit einem Schwarzen Loch sowie Teilchenpaare unterschiedlicher Masse oder mit unterschiedlichem Spin oder verschieden geladen – seien über Wurmlöcher im winzigen Planck-Maßstab verbunden.
Die Vermutung führt zu der weitreichenden Aussage, dass Quantenverschränkungen die Geometrie der Raum-Zeit und Gravitation prägen.